# Вальтерсдорф
Вальтерсдорф — район муніципалітету Шенефельд землі Бранденбург.

## Розташування
Місце знаходиться на південний схід від Берліна в районі Даме-Шпреевальд. На захід від центру Вальтерсдорфа знаходиться Кінберг, який також належить до району та колишнього муніципалітету, Берлін — на півночі, Кенігс-Вустерхаузен — на півдні, а муніципалітет Шульцендорф — на сході. Вальтерсдорф також включає населені частини муніципалітету Ротберг, поселення Губертус, поселення Вальтерсдорф, Толькруг і Форверк. Ротберг є водночас власним районом (6 941 241 м²), поруч із районом Вальтерсдорф (13 996 838 м²), оскільки Ротберг спочатку був окремим муніципалітетом, який був заснований 27. Вересень був включений до Вальтерсдорфа.

## Транспорт

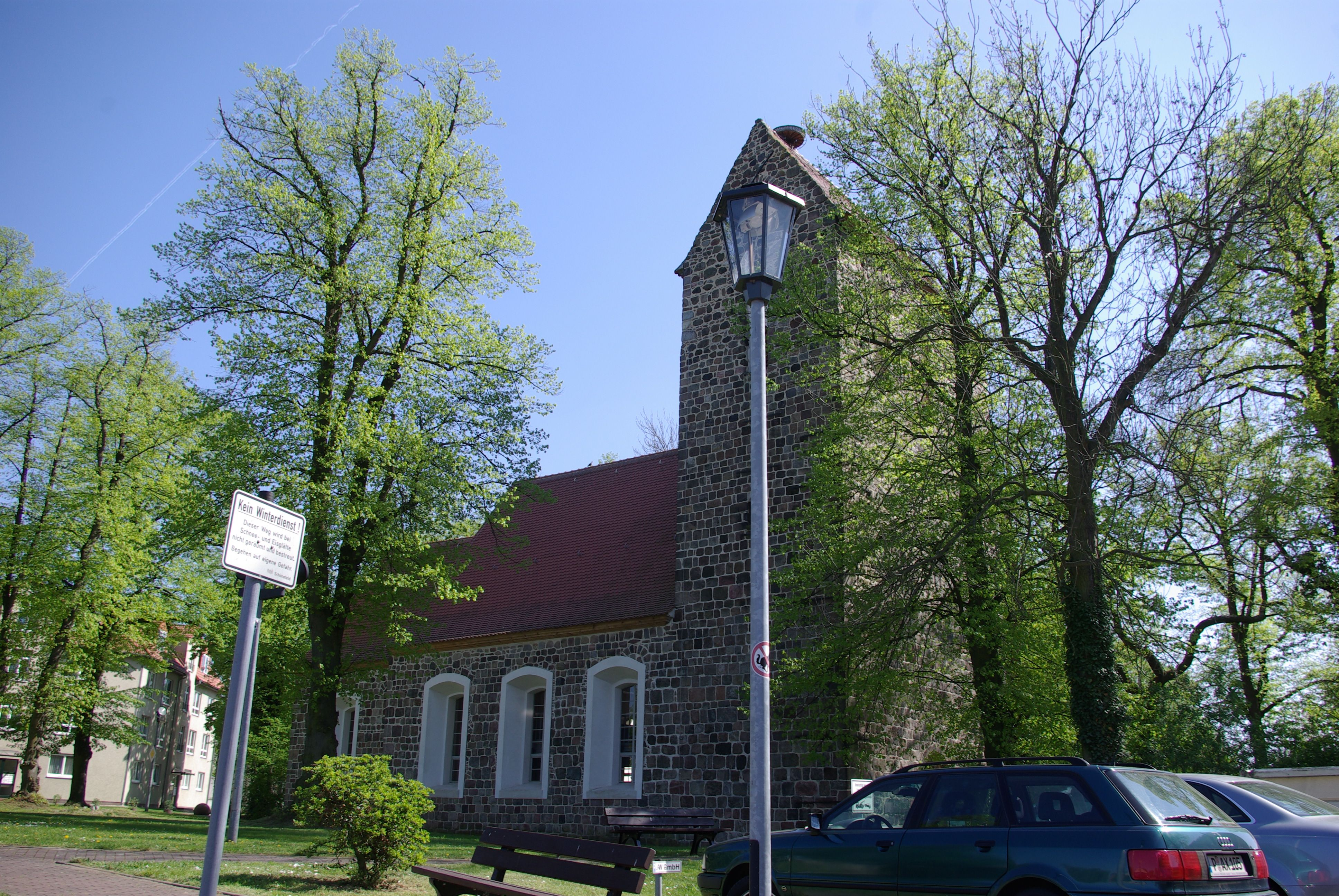
Церква у Вальтерсдорфі.

Вальтерсдорф розташований безпосередньо на федеральних трасах 113 і 117. В околицях знаходиться трикутник автомагістралі Вальтерсдорф, в який частково включений однойменний виїзд. Точка підключення A113 до майбутнього аеропорту Берлін-Бранденбург також все ще знаходиться у Вальтерсдорфі, але веде прямо до Шенефельда через Шенефельдер Алеє.
Кілька автобусних ліній проходять через Вальтерсдорф, які, серед іншого, забезпечують швидке сполучення з аеропортом Берлін-Бранденбург (термінали 1 і 2) і терміналом 5. Берлін напряму з'єднаний з Вальтерсдорфом лінією 263.
Найближчі залізничні станції: Аеропорт Бранденбург — Термінал 5 на зовнішньому кільці Берліна та Айхвальде на залізничній лінії Берлін Варшаверштрассе - Кенігс Вустерхаузен. До обох можна дістатися автобусом.